# Förstina
Die Förstina-Mineralsprudel Ehrhardt & Sohn GmbH & Co. ist ein Erfrischungsgetränke- und Mineralwasserhersteller mit Sitz in Eichenzell im Landkreis Fulda in Hessen.
Das Unternehmen wurde im Jahr 1928 in Neuhof von Justus Ehrhardt und seiner Frau Elisabeth als Mineral- und Heilbrunnen Förstina gegründet. Erste Produkte waren Mineralwasser und Brause. 30 Jahre nach Gründung verlegte Rudolf Ehrhardt den Firmensitz 1958 nach Lütter, Gemeinde Eichenzell. Die Firma stellte Apfelsaft und -schorle aus selbstgekeltertem Obst her. Bis zum Verkauf des Betriebs 2023 befand sich der Brunnen in Familienbesitz. 
Die Förstina-Quellen (besonders der Marienquell) in der Rhön waren im Mittelalter bereits bekannt, erste urkundliche Erwähnung im Jahr 1200. Heute liegen die Quellen im Naturpark Hessische Rhön und werden auch als „Schatz der Rhön“ bezeichnet. Förstina verfügt auch über eine Heilwasserquelle, die unter dem Namen St. Maria-Brunnen vertrieben wird.
Die Stiftung Warentest hat 2020 in Frage gestellt, ob es sich bei Förstina um ein "natürliches Mineralwasser" handelt, da verschiedene nicht natürliche Inhaltsstoffe gefunden wurden. Die gefundenen Mengen seien jedoch gesundheitlich nicht bedenklich.
Im Juni 2023 wurde mitgeteilt, dass die französische ALMA S.A. Förstina übernehmen will. Das Bundeskartellamt prüfte unter B4-73/23 die Übernahme. Die ALMA S.A. hat Mitte 2022 bereits Rhönsprudel im benachbarten Ebersburg-Weyhers übernommen. Anfang Juli teilte Förstina mit, der Verkauf sei nun erfolgt.

## Auszeichnungen
Deutschen Landwirtschafts-Gesellschaft
- 2020: „Gold“ für die Mineralwässer "spritzig" und "medium"[4]